# Stronghold Crusader 2
Stronghold Crusader II è l'ultimo gioco creato da Firefly Studios per la serie di giochi RTS Stronghold, focalizzata sulla "simulazione di castello". Il gioco è stato pubblicato il 23 settembre 2014, ed è il sequel del gioco, pubblicato nel 2002, Stronghold: Crusader che è, secondo l'opinione di Simon Bradbury, il capo Designer di Firefly Studios, "il nostro gioco preferito, il preferito dei nostri fan, ed il gioco che abbiamo aspettato per molti anni." Firefly Studios ha pubblicato questo titolo autonomamente.

## Modalità di gioco
La prima demo del gameplay del gioco è stata mostrata ai giornalisti in occasione dell'E3 nel 2013, mentre il primo trailer, che mostra un filmato della versione pre-alfa del gioco, è stato mostrato al Gamescom nel 2013. Sia la demo sia il trailer hanno mostrato varie nuove caratteristiche che il gioco introduce nella serie.

### Caratteristiche
Questo titolo è il primo gioco della serie Crusader con un motore grafico in 3D, e se da un lato il gioco non presenta tutte le caratteristiche presenti nel gioco originale in 2D, dall'altra porta delle novità come "nuove unità, come il crudele sorvegliante di schiavi, nuovi nemici IA, e degli eventi dinamici come gli sciami di locuste",. Sono anche presenti, inoltre, "nuove visuali, una nuova interfaccia utente e dei miglioramenti del motore che permettono la presenza di effetti ed animazioni con fisica in tempo reale." Una caratteristica completamente nuova della serie ed è la modalità cooperativa multiplayer, in cui due giocatori possono controllare un singolo castello, condividendo le unità e le risorse mentre combattono contro un nemico comune. Crusader II presenta due campagne storiche, di cui una mostra il punto di vista crociato, mentre l'altra presenta il punto di vista arabo riguardo alle crociate. Ad ogni modo, il gioco rimane focalizzato soprattutto sulla modalità schermaglia, come anche l'originale Stronghold Crusader. Perciò il nuovo titolo include dei percorsi schermaglia, in cui i giocatori devono combattere in diverse mappe schermaglia seguendo un ordine particolare. Il gioco è focalizzato più sulla parte militare che su quella economica.

### Extra
Come in tutti gli altri giochi della serie, è presente un editor di mappa in modo che i giocatori possano creare e condividere mappe personalizzate. Robert Euvino, che ha lavorato anche nei titoli precedenti della serie, ha composto tutta la colonna sonora del gioco.

### Requisiti minimi
- Sistema Operativo: Windows® XP/Windows Vista/Windows 7/Windows 8 (ultimo pacchetto di servizi) con DirectX 9.0c
- Processore: Intel Core2 Duo 2 GHz o equivalente
- Memoria: 2GB RAM
- Video: NVIDIA® GeForce® 8800GT 512 MB o AMD Radeon™ HD 2900XT 512 MB o migliori
- Capacità Hard Disk: 6 GB di spazio HD
- Internet: connessione internet a banda larga.[12]

## Accoglienza
Il gioco ha ricevuto sia recensioni positive che critiche negative dopo la sua pubblicazione, ed il 29 settembre 2014 ha ottenuto un punteggio di 72% su Metacritic, sulla base di undici recensioni. Il titolo è stato lodato per il bilanciamento tra l'aspetto militare e quello economico, e per la fedeltà al gioco originale della serie. D'altra parte altre recensioni hanno considerato questa fedeltà come una componente nostalgica, ed hanno criticato questo titolo per le sue mancanze, rispetto agli standard dei giochi strategici moderni.